# Vest Recklinghausen
Vest Recklinghausen was een tot de Keur-Rijnse Kreits behorend land binnen het Heilige Roomse Rijk.
Het Vest (= gouwgerecht) Recklinghausen was sinds de tweede helft van de twaalfde eeuw in het bezit van het keurvorstendom Keulen. Het gebied grensde langs de noordelijke grensrivier Lippe aan het Prinsbisdom Münster. Zuidelijke grensrivier was de Emscher. Het voor het eerst in 1228 vermelde gouwgerecht vormde de basis voor de Keulse landshoogheid. Na de afscheiding van het gerecht Dorsten viel het uiteen in een Bovenvest en een Nedervest. Het gebied werd bestuurd door een Keulse stadhouder te Herten en bezat eigen landstanden. Na een verpanding aan de rijksheerlijkheid Gemen van 1446 tot 1576 werd het als een aanhangsel van het aartssticht Keulen beschouwd. 

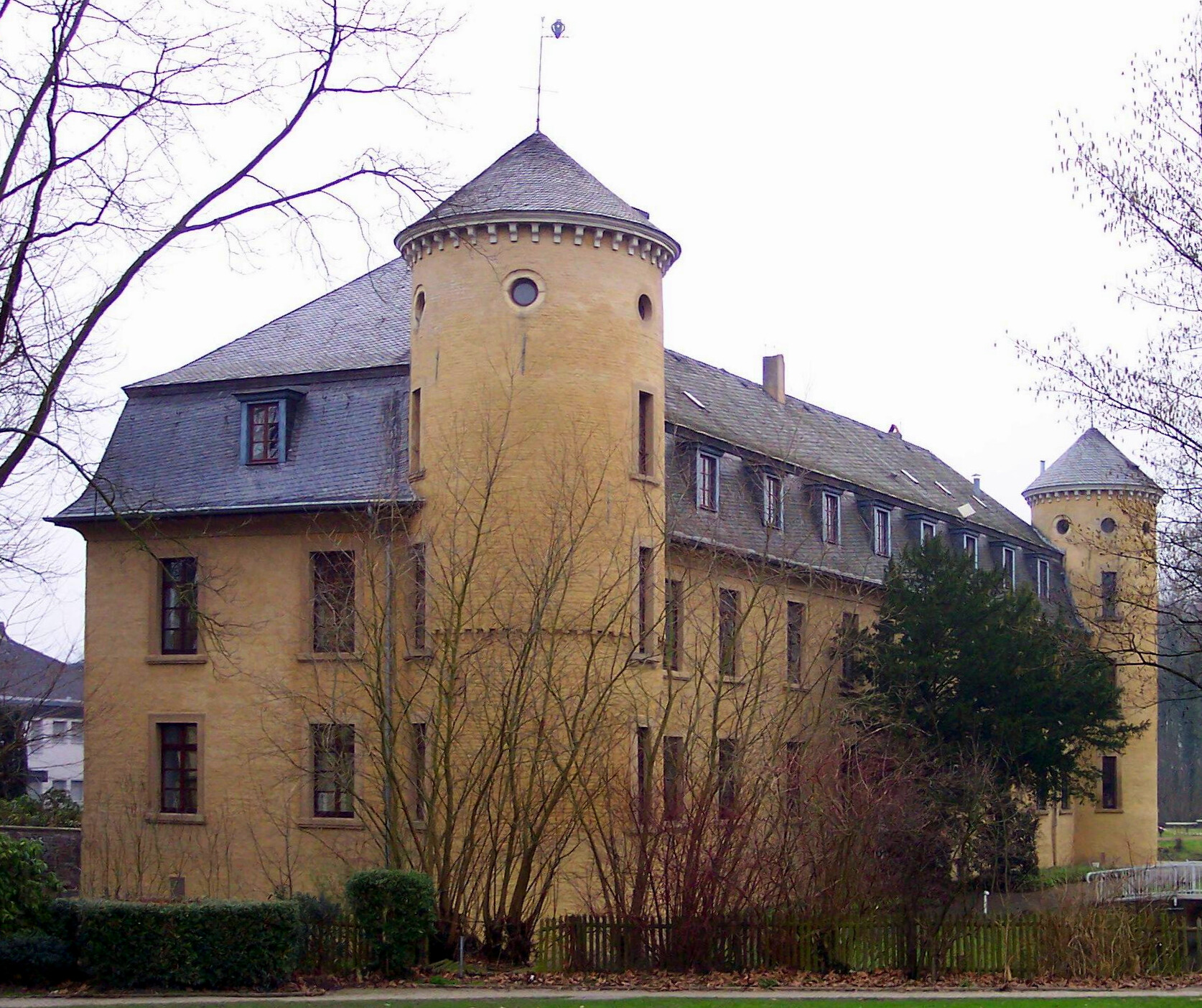
Kasteel Horneburg

Kasteel Horneburg bij Datteln was de residentie van de stadhouder van het Vest, die de titel Kellner of Oberkellner droeg.
In 1802 maakte de hertog van Arenberg, Lodewijk Engelbert van Arenberg, na het verlies van zijn bezittingen op de linker Rijnoever aan de Franse republiek, zich meester van het Vest en maakte Recklinghausen tot residentie en hoofdstad van zijn nieuw hertogdom Arenberg. Deze overname werd op 25 februari 1803 gelegaliseerd in de Reichsdeputationshauptschluss: paragraaf 3 kent het Keulse graafschap Recklinghausen toe aan de hertog van Arenberg.
In 1811 werd het gebied ingelijfd bij het groothertogdom Berg. Na de Franse nederlagen voegde het Congres van Wenen het voormalige Vest bij het koninkrijk Pruisen.
Als herinnering aan het Vest Recklinghausen zijn in Recklinghausen en omliggende plaatsen nog veel organisaties en bedrijven voorzien van het adjectief vestisch.